# Transit (Claudia Kölgen)
Transit is een artistiek kunstwerk in Amsterdam-Oost.

Voor de herinrichting van het Java-eiland van havengebied tot woonwijk ontwikkelde architect en stedenbouwkundige Sjoerd Soeters niet alleen de plattegrond; hij ontwierp ook een aantal gebouwen. Een aantal van zijn gebouwen werd vervolgens versierd met een kunstwerk. De toegangen tot een van de kleurige gebouwen van Soeters aan Sumatrakade 1157 kregen een onderdoorgang naar de tuinzone, een groenstrook lopend over het gehele eiland. Voor die poort ontwierp kunstenares Claudia Kölgen een kunstwerk met als hoofdonderwerp Kijken. Ze kwam met een vijftal lichtkasten die aan de dragende betonkolommen zijn bevestigd. De lichtkasten bevatten beeltenissen van foto’s uit de tijd dat het gebied nog tot havengebied diende. Er zijn bijvoorbeeld beelden te zien van vertrekkende of arriverende mensen van de scheepvaart naar Nederlands-Indië. De lichtboxen staan alle een andere kant op, zodat de kijker ze niet allemaal in een keer vluchtig kan bekijken, men moet om de pilaren heen lopen. Het geheel is aangevuld met drie verrekijkers. Lichtbakken en verrekijkers verwijzen naar het motto van het kunstwerk:
Nooit aanschouw jij mij daar, waar ik je zie
dat in tien talen op de muren is weergegeven.
Claudia Kölgen is een van oorsprong Duits kunstenaar die werkt vanuit Amsterdam (gegevens 2019)

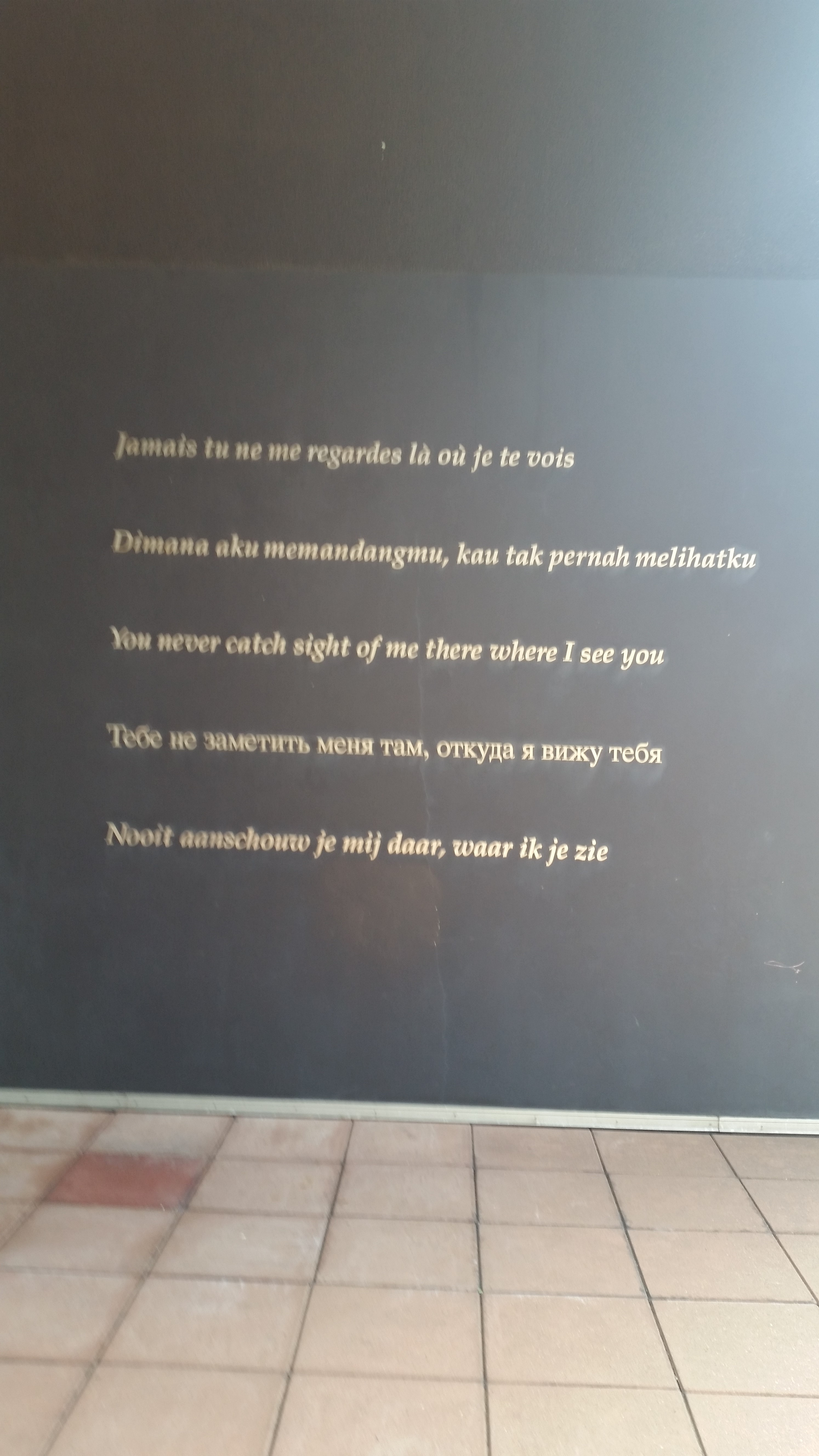
Nooit aanschouw je mij daar, waar ik je zie (augustus 2019)

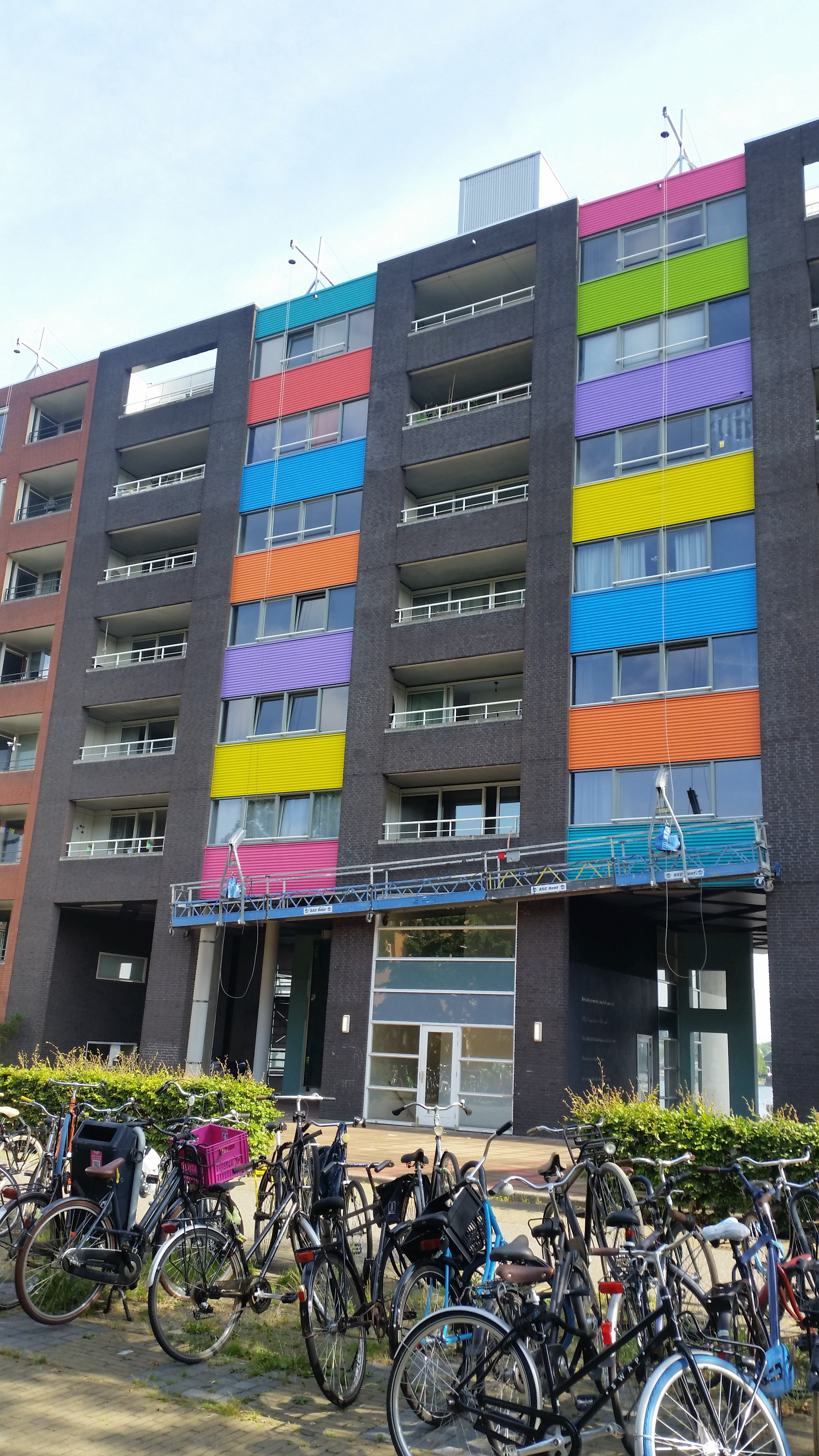
De flat met onderdoorgang van Soeters (juli 2019)